# Saif

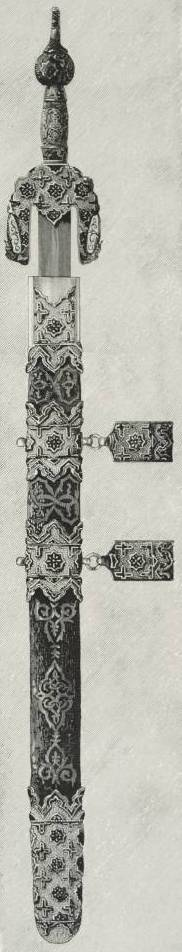
Spada cerimoniale araba a lama diritta, basata sul modello del saif preislamico - XIX secolo.

Saif o sayf (in arabo سيف‎?, "spada"), anche seif, è un'arma bianca manesca del tipo spada tipica della Penisola araba. Originariamente arma a lama diritta, a due tagli, assunse poi la forma della scimitarra per l'influenza dei Turchi in modo analogo a quanto occorso in Persia alla shamshir. La maggior parte delle informazioni oggi in nostro possesso sull'antica spada araba derivano da un trattato scritto nel IX secolo dal filosofo arabo al-Kindi.

## Storia
La produzione delle spade nella Penisola araba attraversò quattro fasi: il periodo preislamico (spade forgiate prima del VII secolo); il primo periodo islamico (spade del VII e VIII secolo); la c.d. "Epoca d'oro islamica" (spade forgiate tra il IX ed il XIII secolo); e l'Abbandono (spade forgiate tra il tardo XIII ed il XVI secolo).

### Spade dell'Arabia preislamica
Prima dell'origine dell'Islam, l'Arabia aveva visto originarsi sul proprio suolo diverse civiltà, le cui tracce sono oggi testimoniate da reperti archeologici, sin dall'epoca protostorica. Tra le più floride civiltà, si annoverano i Dilmun (crocevia tra la Mesopotamia ed i regni della Civiltà della valle dell'Indo nel 3000 a.C.), la coeva civiltà rupestre dei Thamudeni, ed i Sabei del Regno di Saba, fiorito nel I millennio a.C.

Tutte queste civiltà, originatesi nella zona costiera o comunque meridionale della Penisola Araba (attuali Emirati Arabi e Yemen) svilupparono proprie precipue istituzioni militari e propri armamenti salvo poi entrare nell'orbita cultural-militare dei grandi imperi mediorientali dell'Antichità: Assiro-Babilonesi, Persiani e Sasanidi. È infatti ben testimoniato il ricorso a mercenari arabi da parte dei Babilonesi impegnati in continue lotte contro gli Assiri (IX-VI secolo a.C.).

Nel resto dell'Arabia, specialmente nelle zone desertiche di forte presenza beduina, le condizioni di vita nomade limitarono lo sviluppo di istituzioni militari alla semplice schermaglia tra tribù finalizzata alla ricerca di bottino. Ciò non di meno, i beduini non disdegnarono confrontarsi con eserciti professionisti di passaggio nelle loro terre, come occorse agli assiri di Esarhaddon diretti verso l'Egitto nel 670 a.C.

### Spade dell'Arabia durante l'espansione islamica
Testimonianze dirette della vita di Maometto ci forniscono informazioni relative ad alcuni importanti centri di produzione di spade in Arabia al tempo del Profeta. Nel 629, Maometto ordinò un assalto alla città di Mu'tah (attuale Giordania) per farvi incetta delle rinomate "spade mashrafiya". Il cronista Ibn Ishaq (VIII sec.) riporta inoltre che al tempo del Profeta la tribù ebraica dei Banu Qaynuqa di Medina erano noti fabbricanti di spade. Nessun dato porta a ritenere che queste armi differissero nella forma da quelle dell'Arabia preislamica.
A quest'epoca risale poi anche il mito di Dhū l-fiqār (ar.ﺫﻭ ﺍﻟﻔﻘﺎﺭ), o Dhū l-faqār, la spada a due punte che Maometto donò al cugino/genero ʿAlī b. Abī Ṭālib e che era stata presa dal Profeta ad al-Āṣ ibn Munabbih, il campione della Mecca ucciso nella battaglia di Badr (624). La tradizione vuole che sulla lama della spada vi fosse scritta la frase lā sayf illā Dhū l-fiqār wa-lā fatā illā ʿAlī, ("non v'è spada [migliore] di Dhū l-fiqār e non v'è campione [migliore] di ʿAlī") che sarebbe poi stata incisa su numerose lame di guerrieri musulmani.

### Spade arabe nell'Età d'oro islamica
Come accaduto in altre contrade del Medioriente (es. fond. Persia - v. Shamshir), anche nella Penisola araba il sistematico diffondersi, a partire dall'XI secolo, di una classe politico-militare egemonizzata dall'etnia turca (v. Storia dei popoli turchi), spinse in favore dell'adozione di un tipo di spada da cavalleria a lama ricurva, basato sul modello del kilij selgiuchide, a discapito dei vecchi modelli di spada a lama diritta. Il passaggio avvenne per gradi e almeno sino alla conquista mongola di Baghdad (1258) saif a lama diritta ed a lama curva convissero.
L'antica forma del saif preislamico sopravvisse solo nell'Oman, nella forma della spada kattara poi passata sul continente africano, in Sudan e Ciad, nella forma della kaskara ancora in uso ai tempi della Guerra Mahdista (1881-1889).

### L'abbandono della "spada araba"
Ancora presente nelle miniature arabo-persiane del XIII-XIV secolo, il saif a lama diritta scomparve definitivamente dalle panoplie musulmane mediterranee nel XV secolo, definitivamente sostituito dal kilij ottomano e dalle sue forme derivate.
Esemplari di spade cerimoniali ottomane a lama diritta e larga, prodotte tra XVI e XVII secolo nelle botteghe di Istanbul e poi pervenute per vie traverse, comunque non chiare, in Occidente, potrebbero essere state derivate, con chiaro intento di revival, da queste antiche spade arabe. Tre importanti esemplari di questa tipologia di spade turche sono oggi conservati presso l'Armeria Reale di Torino (cat. G. 98, G. 99 e G. 423.).

Importante inoltre ricordare che il museo del Topkapı di Istanbul espone al pubblico una coppia di presunte "spade del Profeta Maometto" delle quali la più preziosa è appunto un esemplare di arma a lama diritta con elsa "a manico di pistola" e sontuoso apparato decorativo del tutto simile ai pezzi sopra citati. Altro segnale importante è il persistere, ancora nel pieno XVIII secolo, del ricorso, da parte dei dervisci usi ad accompagnarsi alle truppe degli ottomani (v. Bektashi), a spade di legno a lama lunga e diritta, probabili derivazioni dell'antico saif arabo, con chiaro intento religioso-simbolico.

## Costruzione
Nella sua forma arcaica, il saif aveva:
- lama in ferro (saif anith) o in acciaio (saif fulath o anche muzakka) piuttosto larga;
- impugnatura a una mano con pomo a volte uncinato.
- fodero portato agganciato ad un balteo.

Dimensioni e fogge erano molto variabili, a seconda della provenienza.

I principali centri di produzione di spade, identificati nel trattato di al-Kindi, erano: lo Yemen, il Khorasan, la città di Damasco (v. acciaio damasco) e, al di fuori dell'Arabia, l'Egitto, il Rum (cioè Bisanzio), l'attuale Sri Lanka e Qalah (forse il Kedah). L'informazione è doppiamente importante perché identifica tra i centri produttori territori al di fuori dell'area politica della Umma, lasciando sottendere che gli arabi importassero spade (o quanto meno lame) forgiate da altri popoli: interessante in questo senso ricordare che nel 869 i pirati saraceni che avevano catturato l'arcivescovo Rolando di Arles chiesero come riscatto per liberarlo 150 spade forgiate nell'Impero carolingio.

Al tempo del califfo al-Mutawakkil si dismise l'uso di assicurare il fodero della spada al balteo, passando ad assicurarlo direttamente alla cintura. Il ricorso al balteo mantenne uso simbolico, quale richiamo al vestiario del Profeta, come fatto da Norandino e Saladino nel XII secolo.
Nella sua forma tarda, il saif, rispetto all'archetipo della scimitarra turca, aveva caratteristiche uniformi ma abbastanza eterogenea quanto a particolari:
- la lama era in acciaio wootz importato appositamente dall'India o dalla Persia. Sempre lunga e ricurva, con tagliente sul lato convesso e dorso solido, spesso non presenta il contro-taglio caratteristico della scimitarra turca vera e propria. Alcuni modelli hanno comunque lama massiccia, uniformemente curva, come il talwar indiano, mentre altri hanno lama più snella, incurvantesi marcatamente solo in prossimità della punta molto acuminata quasi ad imitazione della shamshir persiana;
- l'impugnatura ad una mano presenta svariate forme di fornimento, richiamante a volte modelli turchi, a volte modelli persiani ed a volte modelli indiani;
- il fodero, realizzato in legno ricoperto di stoffa o cuoio, è sempre riccamente decorato con ghiere in metallo, anche pregiato (es. argento), tarsie di pietre dure o preziosi incastonati[N 3].

Rispetto ad altre tipologie di scimitarra dai tratti caratteristici più marcati, il saif è dunque l'arma più generica che accorpa in sé, accentuandole o no a seconda dei casi, le caratteristiche di tutte le spade a lama ricurva dell'ecumene musulmana.

## Simbolismo
La spada riveste un ruolo molto importante nell'antica cultura nomade degli Arabi. Il vocabolo "saif", conseguentemente, compare in molte metafore della lingua araba:
I nomi "Saif" e "Saif al Din" (it. "Spada della religione") compaiono con grande frequenza nell'onomastica araba e lo stesso dicasi per "Dhu l-fiqar" (es. Zulfiqar Ali Bhutto, presidente della repubblica del Pakistan assassinato nel 1979).

### Esplicative
1. ↑  Tra i tre, spicca nettamente per la bellezza il catalogo G. 423. Descrizione dell'arma in Venturoli 2001, pp. 91-97, basata su  Angelucci A (a cura di), Catalogo dell'Armeria Reale, Torino, 1890,  p. G. 423.
2. ↑  La seconda arma è invece il classico kilij ottomano.
3. ↑  Questo gusto per la decorazione opulenta del fodero, inteso come mezzo di comunicazione dello status sociale del portatore dell'arma bianca, era già presente in epoca premusulmana e testimoniato dal ricchissimo, a volte eccessivo, fornimento del pugnale jambiya tipico della penisola araba.

### Bibliografiche
1. ↑  Ill. in (EN) Ebers G, Egypt : Descriptive, Historical, and Picturesque, vol. 1, Cassell & Company Ltd, 1878,  p. 283.
2. ↑  al-Kindi.
3. ↑  (EN) Zaky AR, A Preliminary Bibliography of Medieval Arabic Military Literature, in Gladius, IV, 1965,  p. 107.
4. ↑  Alexander 2001.
5. ↑  (EN) Calmard J, Dhu l-fiqar, su Encyclopædia Iranica.
6. ↑  Elgood 1994, p. 10.
7. ↑  (EN) North A, Swords of Islam, in Coe M e Connelly P (a cura di), Swords and Hilt Weapons, Weidenfeld & Nicolson, 1989,  p. 142.
8. ↑  (EN) Spring C, African Arms and Armor, Smithsonian Institution Press, 1993,  p. 41, ISBN 978-1-56098-317-0.
9. ↑  (EN) Hook C, The Janissaries, Osprey Publishing, 1995, ISBN 1-85532-413-X.
10. ↑  (EN) Brown JP, The dervishes : or, Oriental spiritualism, Trübner & Co., 1868.
11. ↑  Zaky 1961, p. 21.
12. ↑  (LA) Annales Bertiniani, 869.

### Fonti
- (EN) al-Kindi, al-Suyuf wa 'ajnasuha, a cura di Allan J, Gilmour B e Hoyland R, Oxford University Press, IX secolo, ISBN 978-0-19-728026-3.

### Studi
- (EN) Alexander D, Swords and Sabers during the Early Islamic Period, in Gladius, XXI, 2001,  p. 200.
- (EN) Burton R, The Book of the Sword, Chatto & Windus, 1884.
- (EN) Elgood R, The arms and armour of Arabia in the 18th-19th and 20th centuries, Scolar Press, 1994, ISBN 978-0-85967-972-5.
- (EN) Elgood R (a cura di), Islamic Arms and Armour, Scholar Press, 1979.
- (EN) Haider SZ, Islamic arms and armour of Muslim India, 1991, ISBN 978-969-8123-00-0.
- Venturoli P (a cura di), Ferro, oro, pietre preziose : le armi orientali dell'Armeria Reale di Torino, Umberto Allemandi & C., 2001, ISBN 88-422-1071-4.
- (EN) Zaky AMR, Introduction to the Study of Islamic Swords and Armour, in Gladius, I, 1961.
- (EN) Zaky AMR, Medieval Arab arms, in Elgood R (a cura di), Islamic Arms and Armour, Scholar Press, 1979,  pp. 202-212.
- (PL) Zygulski Z, Bron w Dawnej Polsce, Pánstwowe Wydawnictwo Naukowe, 1975.